# 胡康生
胡康生（1944年—），浙江绍兴人，中华人民共和国政治人物。
1963年，毕业于上海财经学院（现上海财经大学）工业财会专业。后供职于国家物资总局、国家计委等。此后担任上海市工资改革委员会办公室副主任。1992年，进入全国人民代表大会常务委员会法制工作委员会，历任至主任。2008年，担任全国人民代表大会法律委员会主任委员。